# Pietro Gandolfi
Pietro Gandolfi (Parma, 21 de Abril de 1987) é um piloto de carros italiano.

## Carreira[2]
Pietro Gandolfi foi para o Campeonato de Fórmula 2 FIA na sua terceira temporada completa nos monolugares, depois de dois anos no Campeonato Suíço de Fórmula Renault 2.0.
Pietro Gandolfi iniciou a sua carreira aos 13 anos, quando foi para 4 temporadas no Karting. O piloto italiano teve a sua primeira experiência nos monolugares num Fórmula Renault 1600 em 2004, no mesmo ano que se tornou instrutor na respeitada Escola Henry Morrogh Motor School em Perugia. Contudo, no ano seguinte fez a sua estreia num campeonato, competindo no Campeonato de Inverno de Fórmula Renault 1600.
Em 2007, Pietro Gandolfi fez uso da sua experiência no Campeonato de Inverno competindo em 5 corridas no Campeonato Italiano de Fórmula Renault 2.0. A seguir a isto, fez duas épocas completas no Campeonato Suíço de Fórmula Renault 2.0.
Pietro Gandolfi acabou a temporada de 2008 com um teste de um carro de Fórmula Master Internacional com a equipa Pro Motorsport em Budapeste, antes de decidir competir na Fórmula 2 FIA. Pietro Gandolfi irá combinar a sua primeira época na F2 com o seu horário académico, já que Pietro Gandolfi está actualmente a estudar Ciências de Motores na Universidade de Parma.

### Registo nos monolugares
| Época | Campeonato                                    | Vitórias | Pole positions | Lugar Final |
| ----- | --------------------------------------------- | -------- | -------------- | ----------- |
| 2005  | Campeonato de Inverno de Fórmula Renault 1600 | ND       | ND             | ND          |
| 2006  | Fórmula Renault 2.0 Itália                    | ND       | ND             | ND          |
| 2007  | Fórmula Renault 2.0 Suíça                     | ND       | ND             | 21º         |
| 2008  | Fórmula Renault 2.0 Suíça                     | ND       | ND             | 26º         |
| 2009  | Fórmula 2 FIA                                 | ND       | ND             | ND          |